# 佐々木大蔵
佐々木 大蔵（ささき だいぞう、1990年11月20日 - ）は、日本の男性キックボクサー。東京都町田市出身。K-1ジム SAGAMI-ONO-KREST所属。第8代Krushスーパーライト級王者。元Krushライト級王者。
弟の佐々木涼助も元プロキックボクサーである。

## 来歴
中学1年生の時いじめにあい不登校になった際に、両親のすすめで龍道場(チームドラゴン)へ入門しキックボクシングを始める。
2008年、アマチュアK-1甲子園ベスト8。
2009年5月17日、Krush.3でプロデビュー。早野勇輝にKO勝ち。
2011年10月10日、-63kg級の22歳以下の選手によるトーナメント形式で争われるKrush YOUTH GP 2011に出場。トーナメント・Bブロック一回戦で翔太と対戦し、KOで勝利。続くBブロック決勝戦で野杁正明と対戦するもKO負けを喫する。
2012年7月21日、Krush.20でHIROYAと対戦。ローキックの連打を浴びKO負け。
2012年9月9日、前年に引き続きKrush YOUTH GP 2012に-63kg級で出場。一回戦で憂也と対戦し2-0で判定勝利。続く準決勝では東本央貴と対戦し、延長まで続く熱戦となったが1-2で判定負け。
2013年3月3日、Krush IGNITION 2013 vol.2で木村ミノルと対戦。１Rにパンチラッシュで2度ダウンを奪われた後、左ミドルからの右ストレートでダウンを奪い返す展開となるも最後は右フックを貰い3ノックダウンKO負け。
2013年6月2日、Krush-IGNITION 2013 vol.4で園田健吾と再戦し、判定3-0で勝利。リベンジに成功する。
2013年11月10日、Krush.34で元NJKFライト級王者の一輝と対戦。格上の相手に判定勝利を収め、金星をあげる。
2014年3月8日、Krush.39で木村ミノルと再戦し、パンチ連打による3ダウンでKO負け。
2014年9月8日、中国で開催された2014平江中日格闘技対抗戦へ出場。中国チームとの“5対5マッチ”に副将として出場しジ、ャン・ジョーウェン（中国）に右ハイキックで1RKO勝利。
2015年10月4日、Krush.59で前Krush -65kg王者の寺崎直樹と対戦し、終始攻撃を繰り出し3Rに右フックでダウンを奪い判定3-0で勝利。
2016年1月17日、Krush.62で山崎秀晃が返上したKrush -63kgのベルトをめぐって、8名で争われる第4代Krush -63kg王座決定トーナメントの出場者に選出される。一回戦で過去に一度敗れている東本央貴と対戦。3R判定2-0で勝利しリベンジに成功した。
2016年3月20日、Krush.64で-63kg王座決定トーナメントの準決勝で南野卓幸と対戦し、判定3-0で勝利。
2016年6月12日、Krush.66で-63kg王座決定トーナメントの決勝戦でK-1甲子園2014 -65kg王者である平本蓮と対戦し、3R判定2-0で勝利し第4代Krush -63kg王者となった。
2016年10月15日、Krush.70のKrush -63kgタイトルマッチで挑戦者の岩崎悠斗と対戦し、判定勝ちで王座の初防衛に成功した。
2017年2月25日、K-1 WORLD GP 初代ライト級王座決定トーナメントに出場。1回戦でウェイ・ルイに判定負けを喫した。
2017年8月6日、Krush.78のKrush -63kgタイトルマッチで挑戦者の谷山俊樹と対戦し、判定勝ちで2度目の王座防衛に成功した。
2017年11月23日、K-1 WORLD GP 2017 JAPAN ～初代ヘビー級王座決定トーナメント～で平本蓮と対戦し判定負けを喫した。
2018年4月22日、Krush.87のKrush -63kgタイトルマッチで挑戦者ゴンナパー・ウィラサクレックと対戦し、判定負けで王座から陥落した。
2018年11月3日、K-1 WORLD GP第3代スーパー・ライト級王座決定トーナメントに出場。1回戦でサム・ヒル、準決勝で中澤純に勝利するも、決勝でゲーオ・ウィラサクレックに判定負けを喫した。
2020年2月24日、Krush.111のKrushスーパーライト級タイトルマッチで王者の鈴木勇人に挑戦し、2度のダウンを奪い判定勝ちを収め、王座獲得に成功。Krush2階級制覇を成し遂げた。
2020年7月11日、Krush.114で行われたKrushスーパーライト級タイトルマッチで挑戦者の近藤拳成と対戦し、判定勝ちを収め、王座の初防衛に成功した。
2020年12月13日、K-1 WORLD GP 2020 JAPAN ～K-1冬の大一番～にて大和哲也と対戦し、判定勝ちを収めた。
2021年5月30日、Krush.125で行われたKrushスーパーライト級タイトルマッチで挑戦者の平山迅と対戦し、判定勝ちを収め、2度目の王座防衛に成功した。

## 戦績

### プロキックボクシング
| キックボクシング 戦績 | キックボクシング 戦績 | キックボクシング 戦績 | キックボクシング 戦績 | キックボクシング 戦績 | キックボクシング 戦績 | キックボクシング 戦績 |
| --------------------- | --------------------- | --------------------- | --------------------- | --------------------- | --------------------- | --------------------- |
| 50 試合               | (T)KO                 | 判定                  | その他                | 引き分け              | 無効試合              |                       |
| 31 勝                 | 7                     | 25                    | 0                     | 1                     | 0                     |                       |
| 18 敗                 | 5                     | 13                    | 0                     | 1                     | 0                     |                       |

| 勝敗 | 対戦相手                     | 試合結果                                            | 大会名 | 開催年月日     |
| ×    | 白鳥大珠                     | 3R終了 判定0-3                                      | Cygames presents RISE ELDORADO 2023 | 2023年3月26日  |
| ×    | 大和哲也                     | 3R終了 判定0-3                                      | K-1 WORLD GP 2022 JAPAN 〜よこはまつり〜 【K-1 WORLD GP スーパーライト級タイトルマッチ】                                                  | 2022年9月11日  |
| ○    | ヴィトー･トファネリ          | 3R終了 判定3-0                                      | K-1 WORLD GP 2022 JAPAN ～第3代スーパー・バンタム級王座決定トーナメント～                                                                 | 2022年2月27日  |
| ○    | 林健太                       | 3R終了 判定3-0                                      | K-1 WORLD GP 2021 JAPAN ～よこはまつり～                                                                                                  | 2021年9月20日  |
| ○    | 平山迅                       | 3R終了 判定3-0                                      | Krush.125 【Krushスーパーライト級タイトルマッチ】                                                                                         | 2021年5月30日  |
| ○    | 大和哲也                     | 3R終了 判定3-0                                      | K-1 WORLD GP 2020 JAPAN ～K-1冬の大一番～                                                                                                 | 2020年12月13日 |
| ○    | 中野滉太                     | 3R終了 判定3-0                                      | Krush.118 | 2020年10月17日 |
| ○    | 近藤拳成                     | 3R終了 判定3-0                                      | Krush.114 【Krushスーパーライト級タイトルマッチ】                                                                                         | 2020年7月11日  |
| ○    | 鈴木勇人                     | 3R終了 判定3-0                                      | Krush.111 【Krushスーパーライト級タイトルマッチ】                                                                                         | 2020年2月24日  |
| ○    | 鈴木勇人                     | 3R終了 判定3-0                                      | K-1 WORLD GP 2019 JAPAN～よこはまつり～                                                                                                   | 2019年11月24日 |
| ○    | 不可思                       | 3R 2:14 TKO（ドクターストップ：有効打によるカット） | K-1 WORLD GP 2019 JAPAN ～K-1スーパー・バンタム級世界最強決定トーナメント～                                                               | 2019年6月30日  |
| ×    | 安保瑠輝也                   | 3R終了 判定0-3                                      | K-1 WORLD GP 2019 JAPAN ～K'FESTA.2～ | 2019年3月10日  |
| ×    | ゲーオ・ウィラサクレック     | 3R終了 判定0-3                                      | K-1 WORLD GP 2018 JAPAN ～第3代スーパー・ライト級王座決定トーナメント～ 【K-1 WORLD GP第3代スーパー・ライト級王座決定トーナメント決勝戦】 | 2018年11月3日  |
| ○    | 中澤純                       | 3R終了 判定3-0                                      | K-1 WORLD GP 2018 JAPAN ～第3代スーパー・ライト級王座決定トーナメント～ 【K-1 WORLD GP第3代スーパー・ライト級王座決定トーナメント準決勝】 | 2018年11月3日  |
| ○    | サム・ヒル                   | 3R終了 判定3-0                                      | K-1 WORLD GP 2018 JAPAN ～第3代スーパー・ライト級王座決定トーナメント～ 【K-1 WORLD GP第3代スーパー・ライト級王座決定トーナメント1回戦】  | 2018年11月3日  |
| ○    | ワン・ジーウェイ             | 3R終了 判定3-0                                      | Krush.90 | 2018年7月22日  |
| ×    | ゴンナパー・ウィラサクレック | 3R終了 判定0-3                                      | Krush.87 【Krush -63kgタイトルマッチ】 | 2018年4月22日  |
| ×    | 平本蓮                       | 3R終了 判定0-3                                      | K-1 WORLD GP 2017 JAPAN ～初代ヘビー級王座決定トーナメント～                                                                              | 2017年11月23日 |
| ○    | 谷山俊樹                     | 3R終了 判定3-0                                      | Krush.78 【Krush -63kgタイトルマッチ】 | 2017年8月6日   |
| ×    | ウェイ・ルイ                 | 2R 1:04 KO                                          | K-1 WORLD GP 2017 JAPAN ～初代ライト級王座決定トーナメント～ 【K-1 WORLD GP 初代ライト級王座決定トーナメント1回戦】                       | 2017年2月25日  |
| ○    | 岩崎悠斗                     | 3R終了 判定3-0                                      | Krush.70 【Krush -63kgタイトルマッチ】 | 2016年10月15日 |
| ○    | 平本蓮                       | 3R終了 判定2-0                                      | Krush.66 【第4代Krush -63kg王座決定トーナメント決勝戦】                                                                                   | 2016年6月12日  |
| ○    | 南野卓幸                     | 3R終了 判定3-0                                      | Krush.64 【第4代Krush -63kg王座決定トーナメント準決勝】                                                                                   | 2016年3月20日  |
| ○    | 東本央貴                     | 3R終了 判定2-0                                      | Krush.62 【第4代Krush -63kg王座決定トーナメント1回戦】                                                                                    | 2016年1月17日  |
| ○    | 寺崎直樹                     | 3R終了 判定3-0                                      | Krush.59 | 2015年10月4日  |
| ×    | 岩崎悠斗                     | 3R終了 判定0-3                                      | Krush.53 | 2015年4月12日  |
| ×    | 岩下隆樹                     | 3R終了 判定0-3                                      | Krush.49 | 2015年1月4日   |
| ○    | 早坂太郎                     | 1R 2:46 KO                                          | Krush.47 | 2014年11月9日  |
| ○    | ジャン・ジョーウェン         | 1R KO                                               | 2014平江中日格闘技対抗戦 | 2014年9月8日   |
| ×    | 木村ミノル                   | 1R 2:49 KO                                          | Krush.39 | 2014年3月8日   |
| ○    | 一輝                         | 3R終了 判定3-0                                      | Krush.34 | 2013年11月10日 |
| ○    | 宇都宮城                     | 1R 2:51 KO                                          | Krush.30 | 2013年8月11日  |
| ○    | 園田健吾                     | 3R終了 判定3-0                                      | Krush-IGNITION 2013 vol.4 | 2013年6月2日   |
| ×    | 木村ミノル                   | 1R 2:43 KO                                          | Krush IGNITION 2013 vol.2 | 2013年3月3日   |
| ○    | 飯塚祐己                     | 3R終了 判定3-0                                      | Krush.25 ～TEAM DRAGON 10th Anniversary～                                                                                                 | 2012年12月14日 |
| ×    | 東本央貴                     | 3R+延長1R終了 判定0-1                               | Krush YOUTH GP 2012 開幕戦Ⅱ 【Krush YOUTH GP 2012 -63kg級トーナメント準決勝】                                                             | 2012年9月9日   |
| ○    | 憂也                         | 3R終了 判定2-0                                      | Krush YOUTH GP 2012 開幕戦Ⅱ 【Krush YOUTH GP 2012 -63kg級トーナメント1回戦】                                                              | 2012年9月9日   |
| ×    | HIROYA                       | 3R 2:43 KO                                          | Krush.20 | 2012年7月21日  |
| ×    | 緒方惇                       | 3R終了 判定0-2                                      | Krush.19 | 2012年6月8日   |
| ×    | 園田顕悟                     | 3R終了 判定0-3                                      | Krush.14 | 2011年12月9日  |
| ×    | 野杁正明                     | 2R 1:42 KO                                          | Krush YOUTH GP 2011 開幕戦I 【Krush YOUTH GP 2011トーナメント・Bブロック決勝戦】                                                          | 2011年10月10日 |
| ○    | 翔太                         | 3R 1:24 KO                                          | Krush YOUTH GP 2011 開幕戦I 【Krush YOUTH GP 2011トーナメント・Bブロック1回戦】                                                           | 2011年10月10日 |
| ○    | 上杉隼土                     | 3R終了 判定3-0                                      | Krush -70kg初代王座決定トーナメント ～決勝戦～                                                                                            | 2011年7月16日  |
| ○    | 山口正道                     | 3R終了 判定3-0                                      | ビッグバン・統一への道 其の四 | 2011年2月5日   |
| ×    | 高橋祐太                     | 3R終了 判定0-3                                      | Krush-EX ～Road to the CHAMPIONSHIP～ | 2010年10月31日 |
| △    | 瞬太                         | 3R終了 判定0-1                                      | Krush.9 | 2010年8月14日  |
| ×    | 中島剛                       | 3R終了 判定0-3                                      | Krush-EX 2010 vol.1 | 2010年5月27日  |
| ×    | 松野祐貴                     | 3R終了 判定0-3                                      | Krush-EX 2010 vol.1 | 2010年2月19日  |
| ○    | 石井振一朗                   | 3R終了 判定3-0                                      | Krush-EX - 新宿Dog Fight | 2009年12月4日  |
| ○    | 黒川拓哉                     | 3R終了 判定3-0                                      | Krush-EX | 2009年10月12日 |
| ○    | 早野勇輝                     | 2R 2:31 KO                                          | Krush.3 | 2009年5月17日  |

## 獲得タイトル
- 第4代Krushライト級王座（防衛2回）
- 第8代Krushスーパーライト級王座（防衛2回）

### 戦績など
- K-1 選手データ
- K-1 選手データ（旧） - ウェイバックマシン（2010年6月4日アーカイブ分）
- DREAM 選手データ